# Machaerotypus sibiricus
Machaerotypus sibiricus  (лат.) — вид полужесткокрылых насекомых из семейства горбаток. Распространён на юге Хабаровского и Приморском краях, в Амурской области, на южных Курильских островах, в Японии, Китае и на Корейском полуострове. Взрослых насекомых можно наблюдать от начала мая по середину сентября. Обитают в редколесьях, на лугах и полянах. Длина тела имаго 5,5—6 мм. Особи бурые, голова и передняя часть переднеспинки часто чёрные. Передние крылья полупрозрачные, основание, жилки и отдельные неправильные пятна буроватые.